# روس ألويسي
روس ألويسي (بالإنجليزية: Ross Aloisi)‏ مواليد 17 أبريل 1973 في أديليد، هو لاعب كرة قدم أسترالي سابق كان يلعب كلاعب وسط.

## مرحلة الشباب

### أندية لعب لها
- أدليد سيتي أفسي

## المسيرة الاحترافية

### أندية لعب لها
- أدليد سيتي أفسي
- إنفيلد سيتي فالكونز
- نادي آراو
- نادي لوريان

## روابط خارجية
- روس ألويسي على موقع الاتحاد الدولي (مؤرشف)  (الإنجليزية)
- روس ألويسي على موقع قاعدة بيانات كرة القدم.إي يو (الإنجليزية)
- روس ألويسي على موقع ناشيونال فوتبول تيمز (الإنجليزية)
- روس ألويسي على موقع Soccerway.com (الإنجليزية)
- روس ألويسي على موقع أوليمبيديا (الإنجليزية)
- روس ألويسي على موقع اللجنة الأولمبية الأسترالية (الإنجليزية)